# 史蒂夫·沃兹尼亚克
斯蒂芬·蓋瑞·沃兹尼亚克（英語： Stephen Gary Wozniak，1950年8月11日—），美国波兰裔科技创业家、電腦工程師、慈善家与发明家，被視為是个人电脑革命先驱。1976年，沃兹尼亚克與史蒂夫·賈伯斯合夥創立蘋果電腦公司，并在1970年代末研发出第一代和第二代苹果电脑。二代電腦一经发售即风靡全美，成为1970-80年代之交銷量最佳的個人電腦。
沃茲尼克有不少綽號，像是沃兹（The Woz）、沃茲的神奇巫師（Wonderful Wizard of Woz）和i沃茲（iWoz，調借自蘋果公司的產品iPod名稱）。沃茲（WoZ）其名同時也是沃茲尼克所創立的公司「宙斯之輪」（Wheels of Zeus）的縮寫，他性格矜持，不以名人身份自喜，著有個人傳記《iWoz：科技頑童沃茲尼克》。

## 早年經歷
沃茲尼克出生於美國加州的聖荷西，父親是一名波蘭裔美國人工程師，任職洛克希德公司飛彈部門。沃茲從小接受父親循序漸進的電子學啟蒙訓練，因此比同齡學童更早顯露出在數理邏輯方面的天賦，他13歲就考取美國業餘無線電執照，自行組裝海利克拉夫特斯無線電收發器，成為全美最年輕的火腿族之一。學童時期的沃茲是科學展覽的常勝軍，13歲、初二就成功組裝出以二進位表示的加法減法器。18歲那年，電子學老師介紹沃茲到喜萬年（Sylvania）電腦公司打工，在那裡他學習如何編寫FORTRAN程式語言。在電腦公司工作使得沃茲有機會接觸到載有迷你電腦內部構造的電腦操作手冊，於是開始練習在紙上摹繪電腦設計圖。
沃茲一向喜歡惡作劇，像是利用電子節拍器假造炸彈計時聲響嚇唬同學師長，或是製作電視干擾器干擾上課，也常因此惹上麻煩。高中畢業後，沃茲進入科羅拉多大學就讀，大一時在電腦中心的電腦上執行七個迴圈程式，致使印表機不停列印數列報表，消耗掉班上五倍的年度電腦預算，因此被學校裁定濫用電腦留校察看，為了向家裡隱瞞這件事，大二他順應父親原來的心願，轉學回到離家較近的迪安扎社區學院1就讀。

### 奶油蘇打電腦
沃茲在迪安扎社區學院只讀了一年，大二暑假就休學到坦勒特（Tenet）電腦公司擔任程式設計師。1970年夏天，公司主管幫沃茲弄來大約20顆電腦晶片，協助他將紙上電腦美夢成真。沃茲在鄰居比爾·費南德茲家車庫裡將晶片拼湊組裝起來，兩人一邊工作一邊啜飲奶油蘇打汽水，組裝完成後將這台電腦命名為「奶油蘇打電腦」（Cream Soda Computer）。
奶油蘇打電腦的特色是，幾乎所有電腦還在使用磁芯記憶體的時候，沃茲就率先使用了安裝相對簡便的隨機存取記憶體晶片2，當時一般的電腦動輒就是幾百顆晶片的龐然大物，沃茲則秉持小而美的精神，使用少量的晶片拼湊出電腦的基本功能。也由於奶油蘇打電腦，經由費南德茲的介紹，沃茲結識了生命中的另一位重要角色史蒂夫·賈伯斯，兩人很快志同道合熟絡起來。後來奶油蘇打電腦被來訪的報社記者不愼踩到電源線導致短路，因此損壞。

### 藍盒子
1971年，沃茲進入柏克萊大學讀大三，入學前一天他無意中從《君子》雜誌中讀到一篇關於「電話飛客」的報導，對其中所描述的，可以撥打免費電話的「藍盒子」機器設備感到著迷，那天下午他和賈伯斯相偕溜進史丹佛線性加速器中心科技圖書館找到相關頻率文件，回家後兩人聯手自製藍盒子，第一次的成品並不成功。
開學後，沃茲以電子概念重新設計藍盒子，他使用晶體振盪器確保頻率準確度，並將晶片輸入端所散逸的微弱電子訊號重新導向電晶體放大器，使得一組零件可以同時做三件事，而不只是輸出輸入兩件事。沃茲坦承這是他最突破傳統也最值得自傲的電路設計，而這款電子藍盒子也不負所望，成功奏效。後來賈伯斯和沃茲兩人曾一度違法兜售藍盒子。
不久，沃茲經由加州庫比蒂諾KKUP電台居中聯繫，結識雜誌文章中的電話飛客「嗄咂船長」3約翰·德雷普。那天稍晚，沃茲和賈伯斯在高速公路上拋錨，兩人步行到附近的加油站公共電話用藍盒子向友人求援，不料遭遇警察盤查，沃茲謊稱藍盒子是電子音樂合成器逃過一劫，但是當夜他自己開車回柏克萊時卻因疲勞失神撞上護欄出了車禍，沃茲的車子因此報銷。
喜歡惡作劇的沃茲經常利用藍盒子作弄接線生，其中最著名的一次，莫過於沃茲假冒美國國務卿季辛吉，代美國總統尼克森打電話給羅馬教宗，當時教宗正在休息，沃茲的把戲隨後也被拆穿。

### 打磚塊遊戲
1972年6月，沃茲結束柏克萊大三的學業後，為了籌措大四學費跟買輛新車，他再次休學，進入伊智（Electroglas）科技公司擔任電子技術人員。半年後經由老友艾倫·鮑姆（Allen Baum）引介，沃茲一嘗夙願，跳槽惠普公司擔任計算器工程師。沃茲後來在惠普公司前後工作了四年，活力充沛的他私底下仍會進行自己的電子專案計劃，像是用電話答錄機設置了一個「電話笑話」服務，結果大受歡迎應接不暇，雖然沃茲在這項服務上頭燒了不少錢，但也因此認識他的第一任妻子愛麗絲（Alice Robertson）。
沃茲還經常義助友人設計一些客製化電子裝置，比如他應老闆史坦·明茲（Stan Mintz）的要求，設計了一款家用的電子彈珠檯，可以展示分數還有音效伴奏。他還參與設計史上第一套飯店電影播放系統的電子部分，讓飯店人員在機房播放影片，再以濾波器控制訊號傳送。
有一天，沃茲在保齡球館看見雅達利公司的「碰碰彈子台」電子遊戲機，一時驚為天人，思索過後，他開始研究如何在電視上顯示字元，他用示波器找到影像訊號輸入電視中的正確位置，以28顆晶片完成碰碰彈子台的設計，整款遊戲全是靠硬體線路連接而成，並在可程式化唯讀記憶體裡編寫了一段程式，只要沒打到小白球，螢幕上就會跳出四個字母的謾罵。後來沃茲去找當時在雅達利公司工作的賈伯斯，為將該公司的工程師展示這款自製遊戲，讓雅達利第二號人物艾倫·艾康留下了深刻的印象。
幾個月後（1975年），賈伯斯來電表示雅達利創辦人諾蘭·布希內爾提出了一項在四天內設計出一款單人版碰碰彈子台的挑戰，讓磚塊把小白球回彈給球拍，儘管當時沒有任何遊戲能短時間趕工完成，沃茲仍然接下了這個挑戰，他和賈伯斯四天四夜不眠不休，總算用45顆晶片完成這款日後稱為「打磚塊遊戲」的遊戲4。

## 蘋果電腦
1975年3月，老友鮑姆通知沃茲「有一群做電視和影像終端機設備的人將舉行聚會」，實際上就是後來名留歷史的矽谷「自製電腦俱樂部」首次聚會。沃茲從聚會上取得一份仿英特爾8008微處理器的技術規格文件，赫然發現竟與五年前自己設計的奶油蘇打電腦相去不遠，他內心裡的自製電腦夢再次被激發。更早之前，沃茲曾設計出一款可以連上阿帕網路（現今網際網路的前身）打字並即時回傳字元顯示到螢幕上的終端機，在那個電腦仍滿布燈泡和開關的時代，沃茲打算結合電腦、螢幕和鍵盤做出前無古人的創舉。

### 第一代苹果电脑

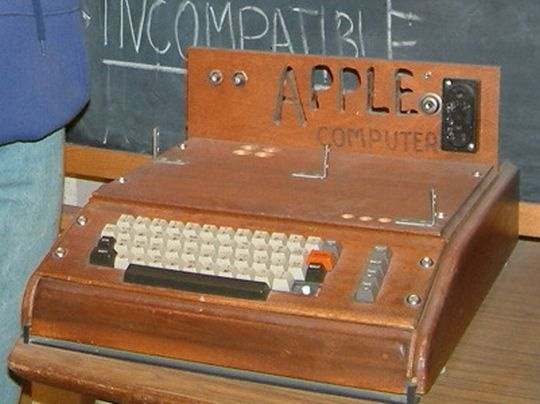
相思木裡的蘋果一號

第一次聚會結束當晚，沃茲就在紙上完成第一代苹果电脑（當時未命名）的設計草圖，第二次聚會時他將設計圖發送出去進行交流，一開始是預設以摩托羅拉6800作微處理器5，後來他在1975年6月的舊金山西方電子展（Western Electronic Show and Convention）上找到規格相容，價格減半的MOS 6502微處理器作為替代品。
萬事齊備後，沃茲利用下班時間在惠普辦公室組裝第一代苹果电脑。當時的電腦打開電源後，會有半小時沒有動作，基於他在惠普研發計算器的經驗（計算器一開機就必須進入待機狀態準備接受算數指令），沃茲在唯讀記憶體寫了一支輪詢監控程式方便電腦與週邊設備（鍵盤）溝通，經過一番故障排除測試後，在1975年6月29日的晚上10點鐘，蘋果一號的螢幕上顯示出鍵盤所輸入的字元，個人電腦歷史翻開了新的一頁。

### 開設公司
1975年底，賈伯斯向沃茲提議開設公司販售印刷電路板，方便電腦發燒友自行組裝，一開始沃茲持保留態度，後來賈伯斯用「就算賠錢，至少我們這輩子擁有過一家公司」說服了他6。賈伯斯找來一位雅達利的同事罗纳德·韦恩（Ron Wayne）協助文書工作，兩人分他10%股份7，公司名稱則照賈伯斯在奧勒岡州參與新時代運動的蘋果園公社，命名為「蘋果電腦」，於1976年4月1日正式成立。
正巧當時保羅·泰瑞（Paul Terrell）在山景市開設第一家個人電腦零售店「位元商店」（Byte Shop），泰瑞參加過自製電腦俱樂部，看過沃茲展示第一代苹果电脑，賈伯斯很快就從他手上拿到公司的第一筆訂單，並與晶片通路商達成寬限30天的付款期限分批出貨。在此之前沃茲也針對第一代苹果电脑做了若干改良，包括採用動態隨機存取記憶體晶片及磁帶儲存媒體。第一代苹果电脑售價為666.66美元（500美元批發價加上30%的利潤8），出貨時只供應裸板，因此泰瑞還得自己把主機板裝進一個玻里尼西亞相思木的盒子裡，並且額外供應顧客螢幕、變壓器和鍵盤。第一代苹果电脑到1976年底大約就賣出150部，公司首年營收將近8萬美元。

### 第二代苹果电脑

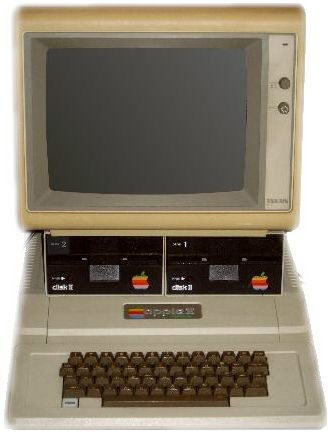
蘋果二號

第一代苹果电脑完成後，沃茲就開始著手第二代苹果电脑的設計，他和賈伯斯第一次發生爭執，力爭應該賦予第二代苹果电脑更強的擴充能力，保留較多的插槽，兩人關係每況愈下9，最後第二代苹果电脑不僅具有處理色彩及音效的能力，可搭配遊戲控制桿，是第一部內建BASIC語言的電腦，而且還有8個插槽。1976年8月，第二代苹果电脑的電路板已經完成，沃茲用BASIC語言成功的在電腦上執行打磚塊遊戲，為了能夠搭配塑膠外殼，賈伯斯也找來雅達利的同事羅·賀特（Rod Hlot）設計開關電源，改良傳統線性電源的高熱缺點，降低噪音。
1976年夏天，兩人開始尋找資金來源，到處碰壁後，他們和創投散戶麥克·馬庫拉搭上線。馬庫拉最後投資現金9萬1千美元以及個人擔保信貸25萬美元，在1977年1月3日使蘋果電腦正式成為法人組織，馬庫拉是為總裁，並且聘請美國國家半導體公司的主管麥克·史考特擔任蘋果電腦的首任執行長，沃茲則被要求辭去惠普的工作，與賈伯斯成為蘋果公司的全職員工10。第二代苹果电脑也在1月舊金山舉行的西岸電腦展中正式亮相，幾個月內就賣出300台，從此銷量一路長紅。
1977年12月，隨著第二代苹果电脑的應用軟體（大多是遊戲）在市面上如雨後春筍增加，一次會議中馬庫拉要求沃茲為第二代苹果电脑開發軟式磁碟功能，加快資料的讀取速度。沃茲遂以舒嘉特5.25吋軟式磁碟機為研究對象，在聖誕節拉斯維加斯國際消費電子展開展前用兩個禮拜的時間，設計出軟式磁碟機控制介面卡。

### 蘋果上市
1978年到1979年間，第二代苹果电脑的銷售量呈現大幅度的成長，從每個月一千部上升到一萬部，這期間沃茲則在蘋果電腦內部擔任產品研發的工作。1980年，蘋果電腦的股份價值水漲船高，沃茲有感於公司同仁付出良多，遂發起一項「沃茲計劃」，他將名下將近三分之一的八萬股份，以每股5美元的低價賤賣給公司員工，並且送給早期創業元老每位價值百萬美元的股票，賈伯斯對此有些不以為然。沃茲用這筆錢買了一幢山間別墅，然而物質富裕並無法彌補婚姻生活的破碎，年底他和第一任妻子愛麗絲的婚姻平和收場。
1980年12月12日，遭瘋狂歌迷槍殺後的第四天，蘋果電腦的股票正式在納斯達克證券交易所上市，460萬發行流通股在一個小時內售罄，成為自1950年代福特汽車公司上市以來超額認購最多的一次首度公開發行股票案，躋身《財星》五百大企業排行榜。

### 飛機失事

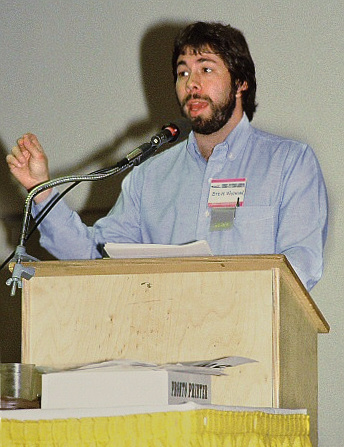
1983年的史蒂夫·沃兹尼亚克

1981年1月，賈伯斯找來沃茲以及蘋果老兵一干人等，強行接收由傑夫·拉斯金一手主導的麥金塔專案。剛離婚沒多久的沃茲很快也找到第二春，並且決定結婚，對象是蘋果同事坎蒂（Candy Clark）。1981年2月，半年前剛拿到飛機駕照的沃茲載著坎蒂，打算飛往聖地牙哥找坎蒂的舅舅幫他們設計婚戒，卻在途中發生意外，他說他可能是在「沒有適當風速下試圖起飛」，結果飛機熄火，機翼失去爬升的力道，因此摔機了。沃茲送到醫院幸無大礙，清醒後呈現失憶狀態，直到五個星期後才逐漸恢復記憶。

### 淡出蘋果
恢復記憶後，沃茲決定先不回蘋果公司上班，要以完成大學學業為優先，他用假名洛基·拉昆恩·克拉克（Rocky Raccoon Clark）11向柏克萊大學申請復學，然後在1981年6月底和坎蒂完婚。這年沃茲突發奇想，決定籌辦一場前衛鄉村音樂節，他出資200萬美元開設了一家UNUSON公司，找來具有演唱會相關經驗的吉姆·華倫坦（Jim Valentine）統籌組織，第一屆US音樂節在1982年9月3日正式上場，期間還跟蘇聯的音樂家與太空人進行了衛星連線，第二屆US音樂節則在1983年5月舉行，第一次虧了1200萬美元，第二次小心計算門票收入後，又賠了1200萬。

### 萬用遙控器
音樂節結束並且完成學業後，沃茲回到蘋果電腦擔任工程師，並且應邀到各處演講以及參與慈善活動，1985年獲美國總統雷根親授國家技術獎章，他曾開發走高貴路線的第二代苹果电脑Ｘ，後來在價格考量下取消了這個專案，從中則衍生出第二代苹果电脑ＧＳ。1985年2月，沃茲帶著同部門的工程師喬·埃尼斯（Joe Ennis）和助理蘿拉（Laura Roebuck）離開蘋果電腦12另起爐灶，創辦了專事設計萬用遙控器的CL 9公司。沃茲從設計萬用遙控器的過程中，得到如同創造第二代苹果电脑時的發明樂趣，他用蘋微處理器MOS 6502的升級版搭配另一顆較便宜的小處理器，製作出史上第一台擁有雙微處理器的遙控器。最終沃茲經營CL 9公司達三年，期間他和坎蒂的關係不斷惡化，在他們的第三個孩子出生前，兩人就已離婚。

### 教師生涯
1988年，為了想多花點時間陪伴孩子，沃茲離開CL 9公司，專心當起全職父親。除了教自己的孩子，沃茲更進一步投身教育，他將早些年籌備演唱會而設立的公司，轉型參與教育慈善工作，他為當地小學設立電腦教室，提供硬體設備，並從孩子班上挑選出六個學生，開設一班電腦課，親自授課，從此開始了長達八年的教書生涯。

### 近期動向

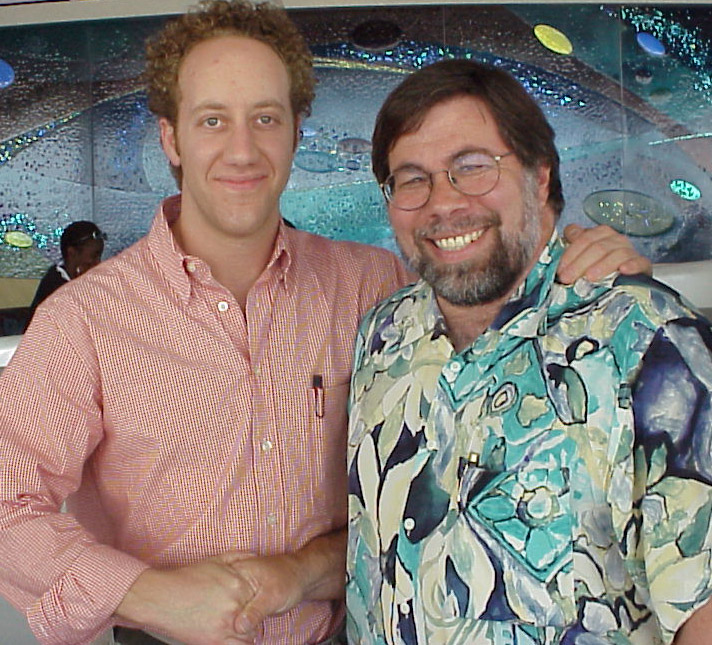
左為電影《微軟英雄》裡飾演沃茲的演員

2000年9月，沃茲被正式列入美國國家發明家名人堂。2001年，沃茲合夥創立「宙斯之輪」公司，從事無線全球定位系統技術的研發。2002年，沃茲加入Ripcord網路公司董事會，與昔日蘋果舊友艾倫·漢考克、吉爾·阿梅利奧、麥克·康納（Mike Connor）以及宙斯之輪合夥人艾歷斯·費爾汀一同投入嶄新的電信事業投資。同年沃茲還加入研發設計掌上電腦Hiptop的Danger公司董事會。
2004年5月，經由湯姆·米勒（Tom Miller）博士的提名，沃茲因其對個人電腦的卓越貢獻，獲得北卡羅萊納州立大學科學博士榮譽學位、密西根州凱特靈大學工程學博士榮譽學位以及佛羅里達州諾瓦東南大學科學博士榮譽學位。
2006年，宙斯之輪公司結束經營，沃茲轉而與蘋果舊友艾倫·漢考克和吉爾·阿米利歐合夥創立「艾奎克科技」公司，專事收購其它科技公司並加以開發。同年9月，沃茲與吉娜·史密斯合著，出版自傳《iWoz：科技頑童沃茲尼克》，目前他手上正在寫3本書，其中一本的題材跟惡作劇有關。
2011年，在喜剧影集中客串登场，出演他自己。
2014年10月，沃茲1976年夏天為ByteShop手工打造的五十台電腦之一，在紐約以90萬5000美元天價售出，讓負責這場拍賣的邦瀚斯拍賣公司（Bonhams）宣布，這是全世界最貴的電腦紀念物。

### 引用
1. ↑  . Slate.com.   [December 5, 2016]. （原始内容存档于2018-12-12）.
2. ↑  . Celebrity Net Worth.   [2015-12-23]. （原始内容存档于2015-12-13）.
3. ↑  McConnell, Steve. . Berkeley Engineering. December 7, 2018  [September 4, 2022]. （原始内容存档于August 2, 2022） （美国英语）.
4. ↑  沃茲尼克、史密斯合著，《iWoz：科技頑童沃茲尼克》，照片"少年沃茲是科展常勝軍"系列其一的下列文字說明，2007年，台北：遠流出版。
5. ↑  沃茲尼克、史密斯合著，《iWoz：科技頑童沃茲尼克》，第72頁，2007年，台北：遠流出版。
6. ↑  沃茲尼克、史密斯合著，《iWoz：科技頑童沃茲尼克》，第135頁，2007年，台北：遠流出版。
7. ↑  沃茲尼克、史密斯合著，《iWoz：科技頑童沃茲尼克》，第170-174頁，2007年，台北：遠流出版。
8. ↑  傑弗瑞·楊、威廉·賽門合著，《i狂人賈伯斯》，第44-45頁，2005年，台北：臉譜出版。
9. ↑  Woz.org/Short Bio for Steve Wozniak 的存檔，存档日期2009-01-24.
10. ↑  傑弗瑞·楊、威廉·賽門合著，《i狂人賈伯斯》，第95頁，2005年，台北：臉譜出版。
11. ↑  傑弗瑞·楊、威廉·賽門合著，《i狂人賈伯斯》，第102頁，2005年，台北：臉譜出版。
12. ↑  沃茲尼克、史密斯合著，《iWoz：科技頑童沃茲尼克》，第410頁，2007年，台北：遠流出版。
13. ↑  傑弗瑞·楊、威廉·賽門合著，《i狂人賈伯斯》，第39頁，2005年，台北：臉譜出版。
14. ↑  傑弗瑞·楊、威廉·賽門合著，《i狂人賈伯斯》，第44頁，2005年，台北：臉譜出版。
15. ↑  沃茲尼克、史密斯合著，《iWoz：科技頑童沃茲尼克》，第213頁，2007年，台北：遠流出版。
16. ↑  傑弗瑞·楊、威廉·賽門合著，《i狂人賈伯斯》，第54頁，2005年，台北：臉譜出版。
17. ↑  沃茲尼克、史密斯合著，《iWoz：科技頑童沃茲尼克》，第226頁，2007年，台北：遠流出版。
18. ↑  沃茲尼克、史密斯合著，《iWoz：科技頑童沃茲尼克》，第251-254頁，2007年，台北：遠流出版。
19. ↑  沃茲尼克、史密斯合著，《iWoz：科技頑童沃茲尼克》，第266頁，2007年，台北：遠流出版。
20. ↑  沃茲尼克、史密斯合著，《iWoz：科技頑童沃茲尼克》，第264頁，2007年，台北：遠流出版。
21. ↑  傑弗瑞·楊、威廉·賽門合著，《i狂人賈伯斯》，第73頁，2005年，台北：臉譜出版。
22. ↑  傑弗瑞·楊、威廉·賽門合著，《i狂人賈伯斯》，第72頁，2005年，台北：臉譜出版。
23. ↑  沃茲尼克、史密斯合著，《iWoz：科技頑童沃茲尼克》，第349頁，2007年，台北：遠流出版。
24. ↑  沃茲尼克、史密斯合著，《iWoz：科技頑童沃茲尼克》，第381頁，2007年，台北：遠流出版。

### 書目
- 沃茲尼克、史密斯合著，《iWoz：科技頑童沃茲尼克》，2007年，台北：遠流出版
- 傑弗瑞·楊、威廉·賽門合著，《i狂人賈伯斯》，2005年，台北：臉譜出版

### 訪談資料
- Frontier Visionary Interview Interviews Steve Wozniak on Frontier Journal
- The San Jose Tech Museum interview with Wozniak
- Colbert Interviews The Woz TV interview on Sept 28th, 2006 （页面存档备份，存于）
- Wozniak giving history of himself at GnomeDex 2004 （页面存档备份，存于）
- "Interview with Wozniak" (from Failure Magazine, July 2000)
- 2005 Interview with Wozniak at the Stanford Cardinal Inquirer
- TWIT with Woz, a podcast Wozniak participated in
- TWIT with Woz - Wozniak and Kevin Mitnick on This Week In Tech podcast
- TWIT with Woz - Wozniak on This Week in Tech, episode 44
- TWIT with Woz - Wozniak on This Week in Tech, episode 48
- Founders At work - Chapter 3 is a lengthy and somewhat technical interview of his early days at Apple conducted by Jessica Livingston （页面存档备份，存于）
- Interviewed by R.U. Sirius on 10 Zen Monkeys （页面存档备份，存于）
- Wozniak's New Goal is Efficient Housing (ECNmag.com, Aug. 2007)
- Wozniak on the iPhone, Apple's  OS Leopard, and the future of personal computing (by Joanna Stern of LAPTOPmag.com, Oct. 2007)
- Steve Wozniak on Inventing as Art, Philanthropy and the Spirit of Creativity Part 1 of 2 （页面存档备份，存于）
- Social Networking Watch Interview with Steve Wozniak, August 08 （页面存档备份，存于）
- An interview with Steve Wozniak on The Marketplace of Ideas （页面存档备份，存于）

### 影像資料
- Interview with Steve Wozniak at Digital Village Audio Archives
- One night with The Woz, video - A video from the Computer history museum, with a long speech from Woz
- Series of Comments at the thirtieth anniversary celebration for home computer pioneers (Video, below the ENIAC videos)
- In Search of the Valley A 2006 documentary on Silicon Valley featuring Steve Wozniak
- iWoz: From Computer Geek to Culture Icon: How I Invented the Personal Computer, Co-Founded Apple, and Had Fun Doing It
- M.I.T. World Steve Wozniak on speaking to
- M.I.T. students (includes Q&A session) （页面存档备份，存于）
- Steve Wozniak interview on iWoz Book An hour long video interview by Guy Kawasaki, November, 2006
- Steve Wozniak interviewed by Charlie Rose January 29, 2007 （页面存档备份，存于）
- Steve Wozniak interview on Forbes.com November 30, 2006 （页面存档备份，存于）
- Steve Wozniak Speaks at UC Berkeley April 22, 2008

### 傳記網站
- Bio. Stephen Wozniak Archive.today的存檔，存档日期2006-05-17
- Stephen Wozniak Bio. （页面存档备份，存于）
- Dot Eaters page featuring an article on Wozniak and Atari's Breakout
- Steve Wozniak describes how he created the Apple I and II
- The World According to Woz - Profile of Wozniak in Wired magazine （页面存档备份，存于）
- Steve Wozniak A short Bio. about Steve Wozniak